# Лексис
«Лексис — слова вкратце собранные и из славянского языка на простой русский диалект истолкованы» (ст.‑слав. ЛЄКСИС Си́рѣчъ Рече́нїѧ, Въкра́тъцѣ събра́н꙽ны. И҆ и҆ꙁ словеⷩ҇скаго ꙗ҆́ꙁы́ка, на про́сты̏ Рꙋ́скій Діѧ́леⷦ҇тъ И҆стол꙽кова́ны) — первый печатный церковнославянско-западнорусский словарь, составленный Лаврентием Зизанием в 1596 году в городе Вильно. Cыграл огромную роль в дальнейшем развитии восточнославянской лексикографии.

## Содержание

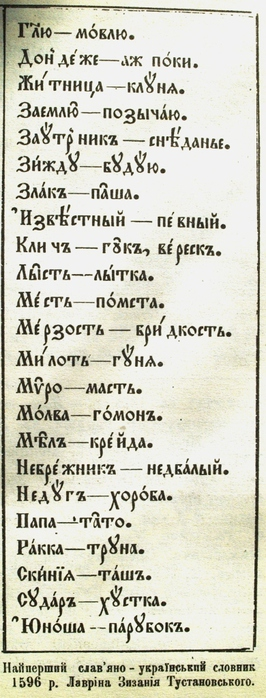

Словарь состоит из 1061 слов, отобранных по дифференциальному методу, то есть включает только те церковнославянские слова, смысл или написание которых отличаются от западнорусского языка.
Зизаний первым в истории восточнославянской лингвистики разработал и применил методы в упорядочении словарей. Позднее его словарь стал примером для многих других, как например для «Лексикона славеноросского» Памвы Берынды, азбуковников в Русском царстве и т. д.